# セー (スペイン)

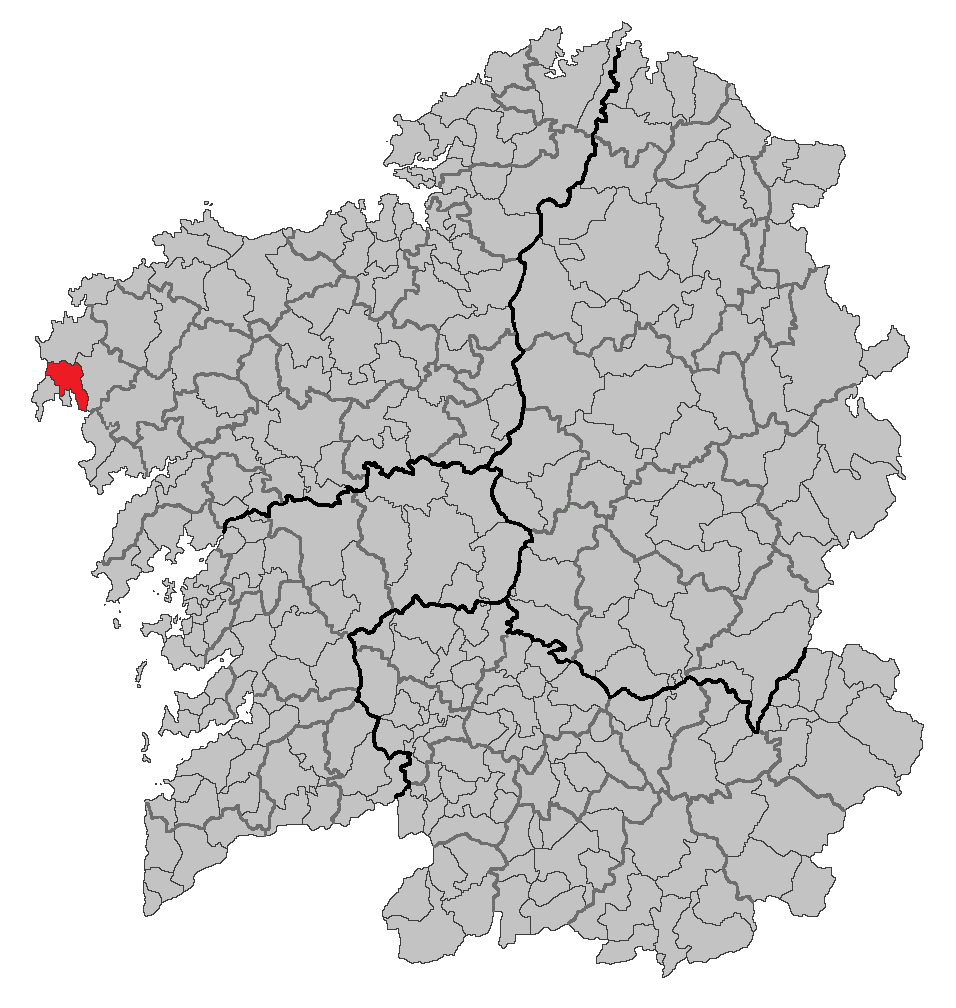

セー（Cee）は、スペインガリシア州ア・コルーニャ県の自治体、コマルカ・デ・フィステーラに属する。ガリシア統計局によると、2009年の人口は7,712人（2006年:7,489人、2005年:7,467人2004年:7,344人、2003年:7,308人）である。住民呼称は、男女同形のceense。
ガリシア語話者の自治体住民に占める割合は97.64％（2001年）

## 地理
セーは大西洋岸に位置するが、セーテ・グリセス、アルト・ダス・ペナス、ケンジェ山地などの頂によって西からの風から守られている。

### 隣接自治体
セーは、北はムシーアと、東はドゥンブリーアと、南はコルクビョンとフィステーラの各自治体と接している。

## 歴史
16世紀にはセーについて多くの文書が残されている。それは、セーが漁業において重要な位置を占めていたからであり、特にクジラ漁については中心的であったからである。その時代に建てられた教区教会は後期ゴシック様式であった。教会はスペイン独立戦争時にフランス軍に破壊されたが、その後再建され、初期の建築の一部が今も残されている。

## 政治
2007年の自治体選挙の結果、自治体首長はガリシア社会党（PSdeG-PSOE）と連立を組んだI X CEE（Partido Independientes por Cee）のラモン・ラミーロ・ビーゴ・サンバーデ（Ramón Ramiro Vigo Sambade）、自治体評議員はガリシア社会党:4、ガリシア国民党（PPdeG）:4、I X CEE:3、ガリシア民族主義ブロック（BNG）:2となっている。 

## 教区
セーは6つの教区に分けられている。
- ア・アメイシェンダ（サンティアーゴ）
- ブレンス（サンタ・バイア）
- セー（サンタ・マリーア）
- リーレス（サント・エステーボ）
- ア・ペレイリーニャ（サン・シアン）
- トーバ（サント・アドラン）

## 出身著名人
- フランシスコ・カーマーニョ（1963年 -）-　政治家、サパテーロ政権の司法大臣。